# بابارشاني
بابارشاني (بالفارسية: بابارشانی) هي مدينة تقع في محافظة كردستان إيران في ناحية جنغ الماس. يقدر عدد سكانها بـ 481 نسمة.